# Lotta ai II Giochi europei
Le gare di lotta ai II Giochi europei sono state disputate al Minsk Sports Palace dal 25 al 30 giugno 2019.

## Podi

### Maschili
| Specialità         | Oro                          | Argento                  | Bronzo                                        |
| Lotta libera       |                              |                          |                                               |
| 57 kg              | Mahir Əmiraslanov            | Stevan Mićić             | Zaur Uguev Süleyman Atlı                      |
| 65 kg              | Hacı Əliyev                  | Vladimer Khinchegashvili | Achmed Čakaev Hor Ohannesjan                  |
| 74 kg              | Zaurbek Sidakov              | Soner Demirtaş           | Avtandil Kentchadze Hacımurad Hacıyev         |
| 86 kg              | Dauren Kurugliev             | Ali Šabanaŭ              | Ahmed Dudarov Myles Amine                     |
| 97 kg              | Abdulrašid Sadulaev          | Nurməhəmməd Hacıyev      | Aljaksandr Huštyn Elizbar Odikadze            |
| 125 kg             | Anzor Chizriev               | Givi Mach'arashvili      | Jamaladdin Magomedov Oleksandr Chocjanivs'kyj |
| Lotta greco-romana |                              |                          |                                               |
| 60 kg              | Stepan Maryanyan             | Erik Torba               | Victor Ciobanu Dato Chkhartishvili            |
| 67 kg              | Zaur Kabaloev                | Shmagi Bolkvadze         | Soslan Daurov Máté Nemeš                      |
| 77 kg              | Aleksandr Čechirkin          | Karapet Chalyan          | Alex Kessidis Tamás Lőrincz                   |
| 87 kg              | Žan Belenjuk                 | Islam Abbasov            | Viktor Lőrincz Arkadiusz Kułynycz             |
| 97 kg              | Artur Aleksanyan             | Aljaksandr Hrabovik      | Felix Baldauf Aleksandr Golovin               |
| 130 kg             | Iakob Kajaia Kiryl Hryščanka | Sergej Semënov           | Mykola Kučmij Sabah Şəriəti                   |

### Femminili
| Specialità   | Oro                   | Argento               | Bronzo                            |
| Lotta libera |                       |                       |                                   |
| 50 kg        | Marija Stadnyk        | Oksana Livač          | Evin Demirhan Miglena Seliška     |
| 53 kg        | Sofia Mattsson        | Julija Chavaldžy      | Nina Hemmer Stal'vira Oršuš       |
| 57 kg        | Iryna Kuračkina       | Mimi Hristova         | Alyona Kolesnik Anastasia Nichita |
| 62 kg        | Julija Tkač           | Elmira Gambarova      | Marija Kuznecova Kriszta Incze    |
| 68 kg        | Anastasija Grigorjeva | Anastasija Bratčikova | Sofija Georgieva Alla Čerkasova   |
| 76 kg        | Vasilisa Marzaljuk    | Francy Rädelt         | Iselin Solheim Epp Mae            |